# Letheobia
Genre
Synonymes
- Cottontyphlops Hoser, 2012
- Gleesontyphlops Hoser, 2012
- Judywhybrowea Hoser, 2012
- Pillottyphlops Hoser, 2012
- Trioanotyphlops Hoser, 2012
- Whybrowtyphlops Hoser, 2012
- Wilsontyphlops Hoser, 2012

Letheobia est un genre de serpents de la famille des Typhlopidae. 

## Répartition
Les 37 espèces de ce genre se rencontrent en Afrique au Proche-Orient.

## Liste d'espèces
Selon The Reptile Database (28 mars 2020) :
- Letheobia acutirostrata (Andersson, 1916)
- Letheobia akagerae Dehling, Hinkel, Ensikat, Babilon & Fischer, 2018
- Letheobia angeli (Guibé, 1952)
- Letheobia caeca (Duméril, 1856)
- Letheobia coecatus Jan, 1864
- Letheobia crossii (Boulenger, 1893)
- Letheobia debilis (Joger, 1990)
- Letheobia decorosus (Buchholz & Peters, 1875)
- Letheobia episcopus (Franzen & Wallach, 2002)
- Letheobia erythraea (Scortecci, 1928)
- Letheobia feae (Boulenger, 1906)
- Letheobia gracilis (Sternfeld, 1910)
- Letheobia graueri (Sternfeld, 1912)
- Letheobia jubana Broadley & Wallach, 2007
- Letheobia kibarae (De Witte, 1953)
- Letheobia largeni Broadley & Wallach, 2007
- Letheobia leucosticta (Boulenger, 1898)
- Letheobia logonensis Trape, 2019
- Letheobia lumbriciformis (Peters, 1874)
- Letheobia manni (Loveridge, 1941)
- Letheobia mbeerensis Malonza, Bauer & Ngwava, 2016
- Letheobia newtoni (Bocage, 1890)
- Letheobia pallida Cope, 1868
- Letheobia pauwelsi Wallach, 2005
- Letheobia pembana Broadley & Wallach, 2007
- Letheobia praeocularis (Stejneger, 1894)
- Letheobia rufescens (Chabanaud, 1916)
- Letheobia simonii (Boettger, 1879)
- Letheobia somalica (Boulenger, 1895)
- Letheobia stejnegeri (Loveridge, 1931)
- Letheobia sudanensis (Schmidt, 1923)
- Letheobia swahilica Broadley & Wallach, 2007
- Letheobia toritensis Broadley & Wallach, 2007
- Letheobia uluguruensis (Barbour & Loveridge, 1928)
- Letheobia weidholzi Wallach & Gemel, 2018
- Letheobia wittei (Roux-Estève, 1974)
- Letheobia zenkeri Sternfeld, 1908

## Publication originale
- Cope, 1869 "1868" : Observations on Reptiles of the old world. Proceedings of the Academy of Natural Sciences of Philadelphia, vol. 20, p. 316-323 (texte intégral).